# Bambi-Verleihung 1949
Die 2. Bambi-Verleihung war keine Veranstaltung. Die Bambis wurden zu den Gewinnerinnen und Gewinnern gebracht. 

## Die Preise
1949 konnte ein Redakteur der Zeitschrift Film- und Mode-Revue erleben, was es heißen kann, einen Bambi persönlich zu übergeben. Er musste der Gewinnerin Margaret Lockwood auf ihrer Theatertournee durch England hinterherreisen, bis er sie in Blackpool erreichte. Margaret Lockwood hatte sich bei der Abstimmung mit 15,4 % der Stimmen knapp vor Hilde Krahl (15,1 %) und Marika Rökk (14,7 %) durchsetzen können. Die Abstimmung bei den Schauspielern ging an Rudolf Prack mit knapp sieben Prozentpunkten vor Stewart Granger. Dritter wurde Hans Söhnker. Rudolf Prack konnte leicht in seiner Wohnung in Wien erreicht werden.

## Preisträger
Ausgehend von der Bambidatenbank.
- Olga Tschechowa
- Mady Rahl

### Wirtschaftlich erfolgreichster Film International
Charles Bickford, William Eythe und Jennifer Jones für Das Lied von Bernadette

### Schauspieler International
Stewart Granger

### Schauspielerin International
Margaret Lockwood

### Schauspieler National
Rudolf Prack